# Кампертоньо
Кампертоньо (итал. Campertogno) — коммуна в Италии, располагается в регионе Пьемонт, в провинции Верчелли.
Население составляет 240 человек (2008 г.), плотность населения составляет 7 чел./км². Занимает площадь 34 км². Почтовый индекс — 13023. Телефонный код — 0163.
Покровителем коммуны почитается святой апостол Иаков Старший, празднование 25 июля.

## Администрация коммуны
- Официальный сайт: http://www.comune.campertogno.vc.it Архивная копия от 18 июня 2017 на Wayback Machine